# Сен-Жермен-э-Мон
Сен-Жерме́н-э-Мон (фр. Saint-Germain-et-Mons) — коммуна во Франции, находится в регионе Аквитания. Департамент — Дордонь. Входит в состав кантона Бержерак-2. Округ коммуны — Бержерак.
Код INSEE коммуны — 24419.

## География

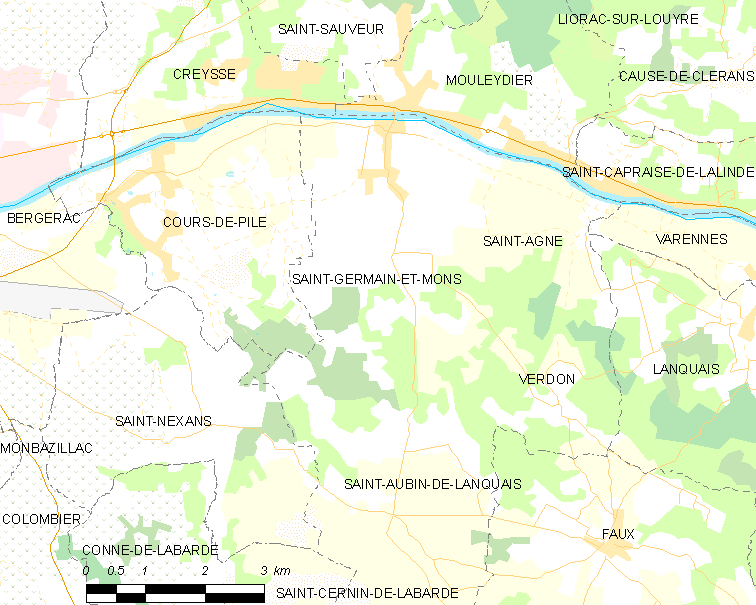
Карта коммуны

Коммуна расположена приблизительно в 470 км к югу от Парижа, в 95 км восточнее Бордо, в 39 км к югу от Перигё.
На севере коммуны протекает река Дордонь.

### Климат
Климат умеренный океанический со средним уровнем осадков, которые выпадают преимущественно зимой. Лето здесь долгое и тёплое, однако также довольно влажное, здесь не бывает регулярных периодов летней засухи. Средняя температура января — 5 °C, июля — 18 °C. Изредка вследствие стечения неблагоприятных погодных условий может наблюдаться непродолжительная засуха или случаются поздние заморозки. Климат меняется очень часто, как в течение сезона, так и год от года.

## Население
Население коммуны на 2010 год составляло 757 человек.
| 1962 | 1968 | 1975 | 1982 | 1990 | 1999 | 2010 |
| ---- | ---- | ---- | ---- | ---- | ---- | ---- |
| 491  | 464  | 455  | 486  | 523  | 607  | 757  |

## Администрация
| Период | Период | Фамилия   | Партия                  | Примечания |
| ------ | ------ | --------- | ----------------------- | ---------- |
| 2001   | 2020   | Клод Карп | Социалистическая партия | пенсионер  |

## Экономика
В 2010 году среди 476 человек трудоспособного возраста (15-64 лет) 366 были экономически активными, 110 — неактивными (показатель активности — 76,9 %, в 1999 году было 72,7 %). Из 366 активных жителей работали 331 человек (176 мужчин и 155 женщин), безработных было 35 (13 мужчин и 22 женщины). Среди 110 неактивных 22 человека были учениками или студентами, 59 — пенсионерами, 29 были неактивными по другим причинам.

## Фотогалерея

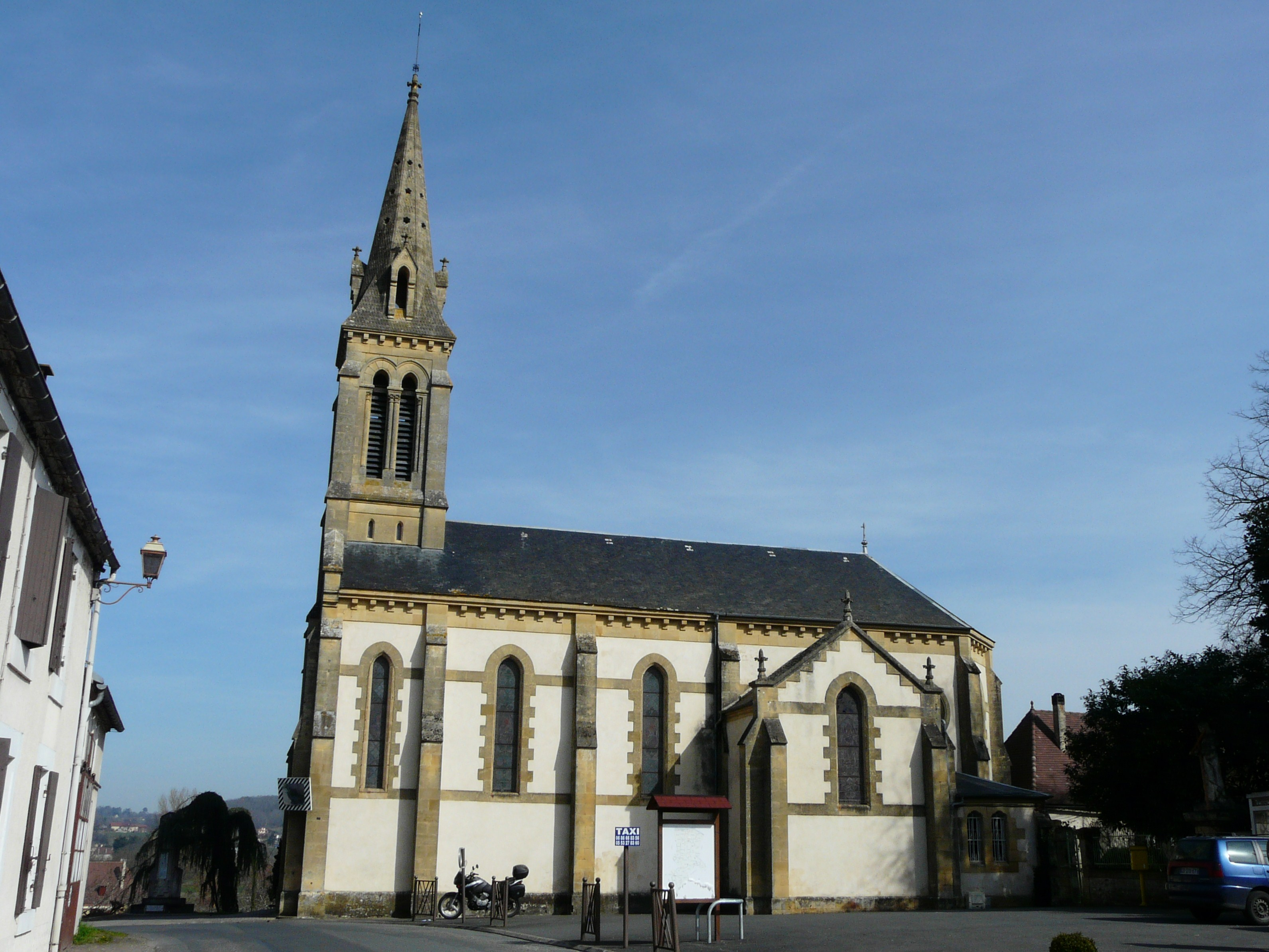
Церковь Св. Маргариты
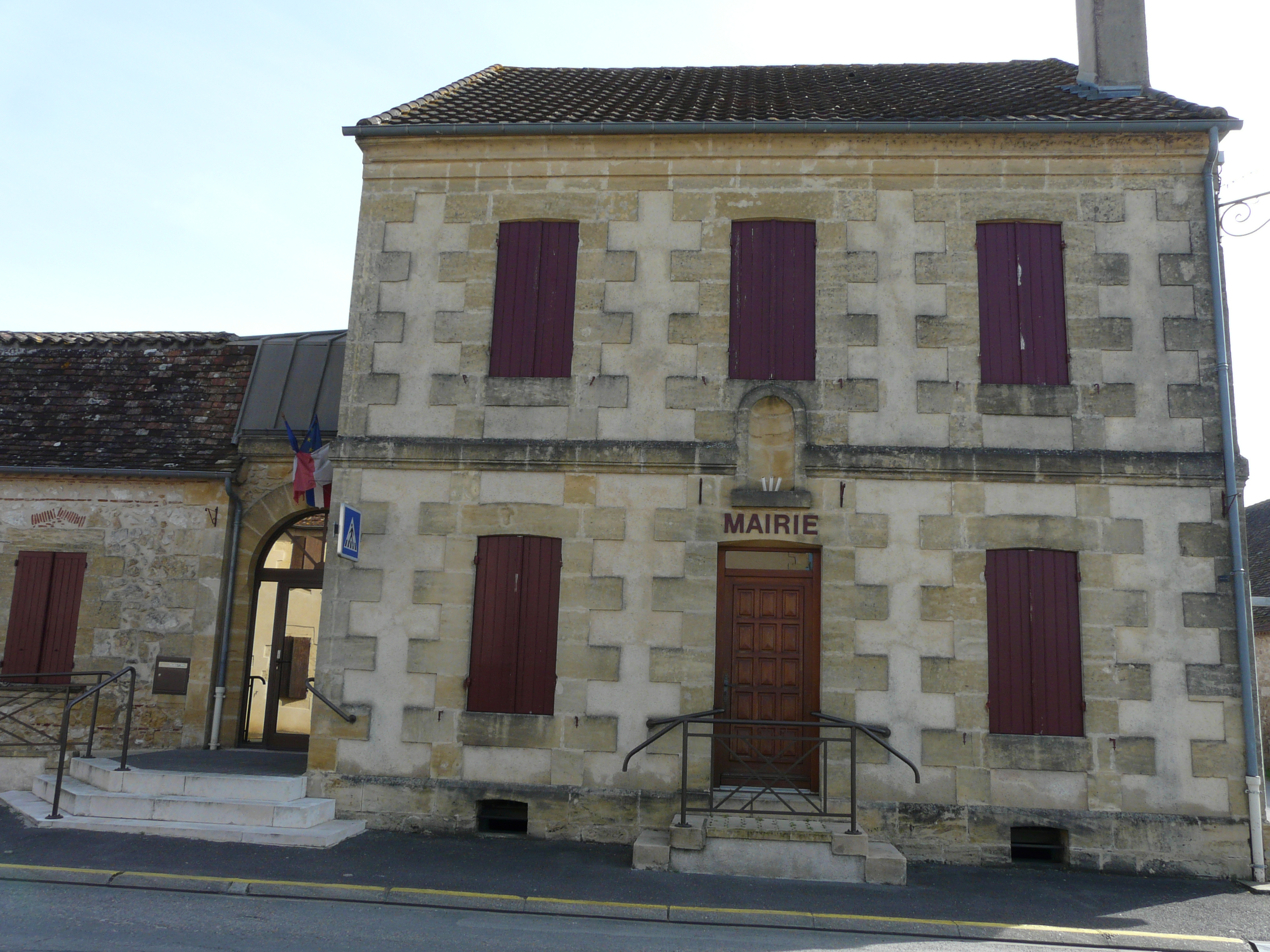
Мэрия
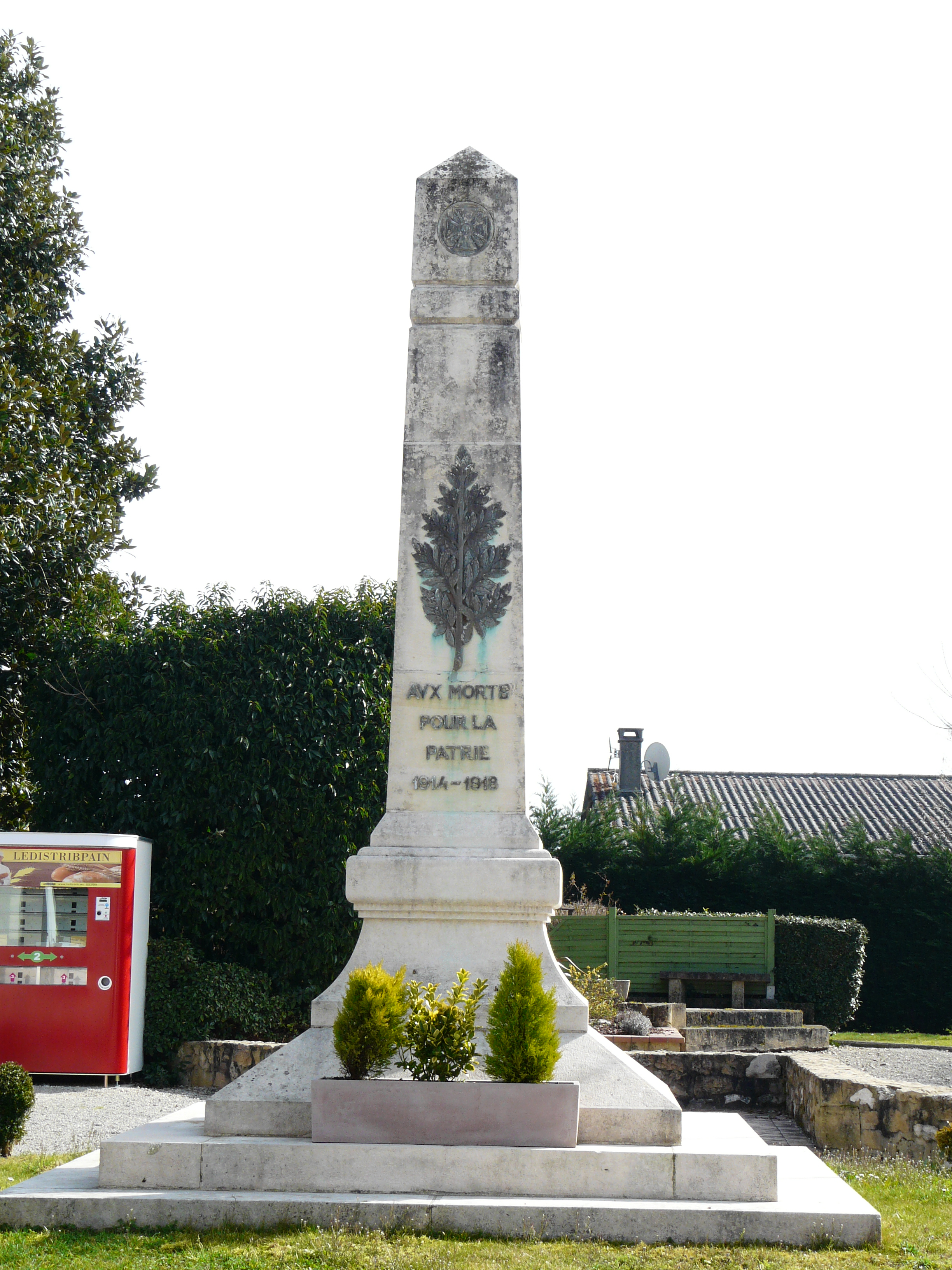
Военный мемориал
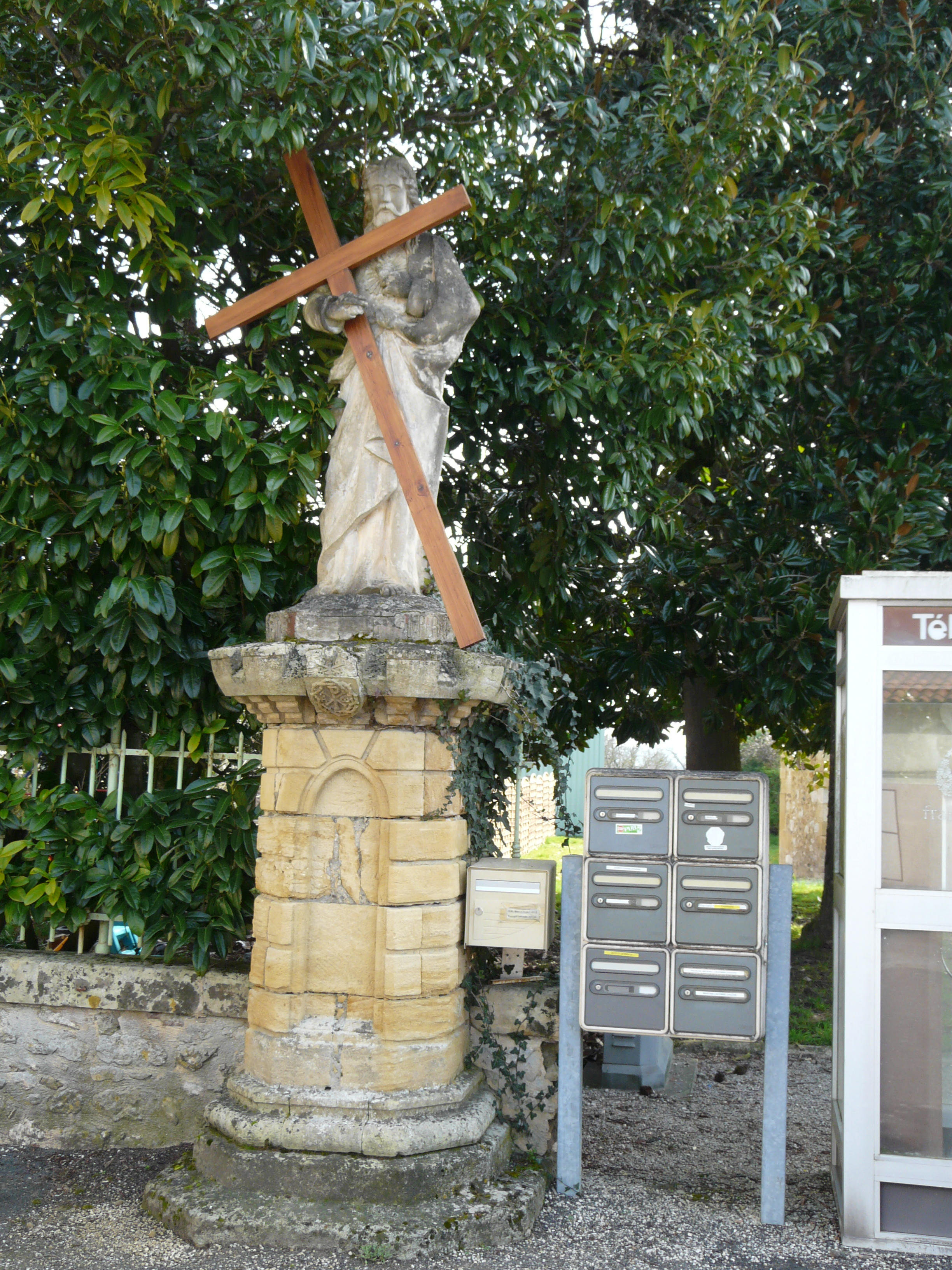
Статуя Иисуса с крестом
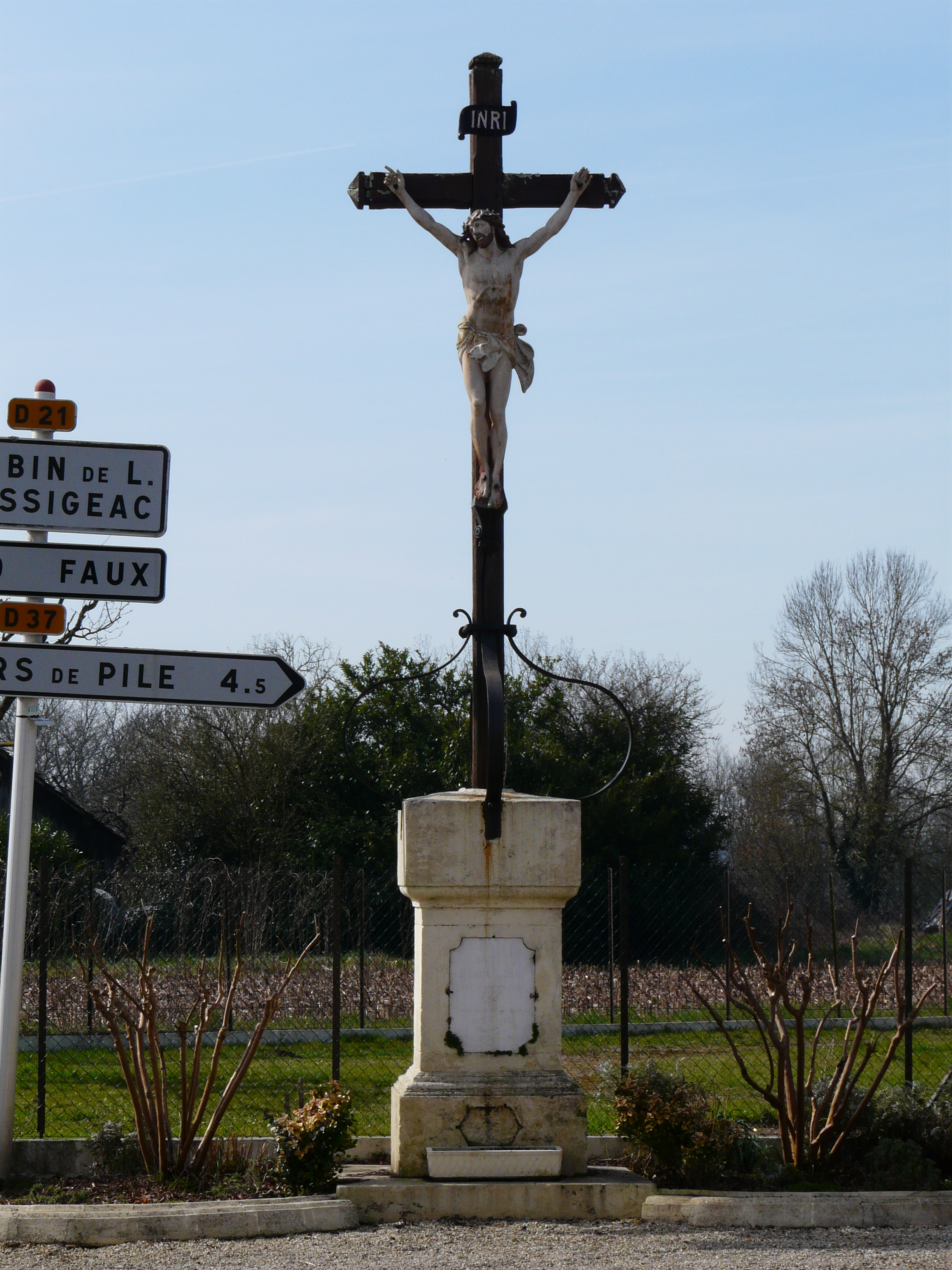
Распятие